# Perfídia
 Perfídia  (original: The Man in Grey) és una pel·lícula britànica dirigida per Leslie Arliss, estrenada el 1943. Ha estat doblada al català.

## Argument
El 1943, una jove que forma part de la marina britànica i un pilot de la R.A.F. es coneixen en la venda dels béns de la família Rohan, l'últim membre baró del qual acaba de trobar la mort a Dunkerque. Després que al pilot li han semblat calumnioses les paraules sobre la família, la jove li revela que l'últim dels Rohan era de fet el seu germà.
Tornada a l'Anglaterra de 1830: la rica i fràgil Clarissa Richmond i la seva amiga d'infantesa, Esther Shaw, procedent d'un medi pobre, se separen quan aquesta última decideix seguir un jove oficial. Clarissa, per la seva part, es casa amb un dandi llibertí, el marquès de Rohan. Els anys passen. Clarisse troba la seva amiga, convertida en actriu, i s'enamora discretament del seu company, Peter Rokeby....

## Repartiment
- Margaret Lockwood: Hesther
- Phyllis Calvert: Clarissa
- James Mason: Lord Rohan
- Stewart Granger: Rokeby
- Harry Scott: Toby
- Martita Hunt: Srta. Patchett
- Helen Haye: Lady Rohan
- Beatrice Varley: la bohemia
- Raymond Lovell: el príncep regent
- Nora Swinburne: Sra. Fitzherbert
- Amy Veness (no surt als crèdits): Sra. Armstrong